# Giampaolo Medda
Giampaolo Medda (ur. 8 sierpnia 1927 w Villasor, zm. 3 maja 2017 w Cagliari) – włoski hokeista na trawie i trener, dwukrotny olimpijczyk.

## Życiorys
Grał na pozycji prawego środkowego. Dwukrotny uczestnik igrzysk olimpijskich (IO 1952, IO 1960). Podczas turnieju w Helsinkach zagrał wyłącznie w meczu ćwierćfinałowym rundy pocieszenia, w którym Włosi przegrali z Austriakami 0–2. Na zawodach w Rzymie, gdzie był kapitanem reprezentacji, zagrał we wszystkich pięciu spotkaniach, które Włosi rozegrali na tym turnieju (nie zdobył żadnego gola). Podczas pierwszego z turniejów Włosi zostali sklasyfikowani ex aequo na ostatnim 9. miejscu wraz z innymi drużynami, które odpadły w meczach 1/8 finału. W 1960 roku reprezentacja gospodarzy zakończyła turniej na 13. pozycji wśród 16 startujących zespołów. Medda jest jedynym w historii włoskim hokeistą na trawie, który dwukrotnie wystąpił na igrzyskach olimpijskich (stan na rok 2021). Reprezentował Włochy na Igrzyskach Śródziemnomorskich 1955 (nie zdobył medalu). W reprezentacji narodowej wystąpił łącznie w 29 spotkaniach (1950–1962). 
W latach 1948–1963 zawodnik sardyńskiego klubu hokejowego Amsicora Cagliari, do którego trafił dzięki Alberto Maxii, innemu włoskiemu hokeiście. Cztery razy był mistrzem Włoch w latach 1953, 1956, 1958 i 1960, ponadto zdobył dwa tytuły jako grający trener. Jako trener wywalczył sześć tytułów mistrza kraju i osiem tytułów mistrza Włoch w odmianie halowej. Był także dyrektorem technicznym Amsicory oraz przewodniczącym regionalnego komitetu hokejowego Sardynii. Nauczyciel wychowania fizycznego w Państwowym Liceum Naukowym im. Antoniego Pacinottiego w Cagliari.
Zmarł w maju 2017 roku, około miesiąc po śmierci swojej żony Luizy. Jego czterej synowie (Enrico, Giampiero, Luca i Stefano) również grali w hokeja na trawie. Członek Włoskiej Galerii Sław Hokeja na Trawie.